# 동우당제약
동우당제약 주식회사는 경상북도 영천시 임고면 운주로 267-14에 본사를 둔 제약 기업이다.

## 역사 및 현황
- 2002년 4월: 회사 설립
- 2004년 4월: 동우당제약 식품사업부 신설
- 2005년 6월: 벤처기업인증 획득
- 2005년 10월: 이노비즈 기술혁신형 중소기업인증
- 2007년 11월: 호남지점 설립
- 2008년 5월: 제9회 대구 관광 기념품 공모전 대상 수상
- 2008년 7월: 자본금 3억원 증자(총자본금8억원)액면분할(액면가500원)
- 2008년 7월: NEWYORK FANCY FOOD SHOW 참가
- 2008년 8월: 사모증자 (할증발행, 1.6억원) (총자본금 9.6억원)
- 2009년 12월: 벤처기업특별상 수상
- 2009년 12월: 무상증자50% (총자본금 14억4천만원)
- 2011년 6월: 2011년 우리지역 일하기 좋은 기업 선정
- 2011년 12월: 농공상 융합형 중소기업 선정
- 2012년 2월: 위해요소중점관리기준(HACCP) 적용업소 지정
- 2012년 11월: 2012 농식품파워브랜드 aT사장상 수상(동상)
- 2012년 12월: 바티칸박물관전공식후원업체
- 2013년 12월: 동우당제약㈜ 미국 LA '몸애단비' 오픈, OMNIHERB. INC 법인설립
- 2014년 5월: 할랄인증획득
- 2014년 11월: 의성지점 설치
- 2014년 12월: hGMP 적합판정
- 2015년 7월: 제18회 농림축산식품과학기술대상 농림축산식품부장관표창
- 2016년 2월: 유상증자 (총자본금 14억7천만원)
- 2017년 11월: 전국친환경농산물품평회'유기농귤피차' 한국농수산식품유통공사장상 수상
- 2019년 4월: 태국 CHANA HOUSE 수출 계약
- 2019년 4월: 장수공장 사용승인(전북 장수군 장수읍 발방골길 21-111)
- 2019년 12월: 프랑스 천연 화장품 원료 기업과 한약재 공급 관련 업무 협약 체결
- 2020년 3월: 카톨릭 단체 4곳 한방 건강음료 1,000만원 상당 기증
- 2020년 9월: 동우당제약 허담 대표이사, 부산대 한의학 발전 5,000만원 기부
- 2020년 11월: 국산 약용작물 수출 위해 국립생물자원관, 국립원예특작과학원과 협약
- 2020년 12월: 허담 대표이사 보건복지부 장관상 수상
- 2021년 4월: 경북 경산 동우당9988 생산라인 구축
- 2021년 5월: FDA 등록 및 인증 신청 진행